# Число семь в христианстве

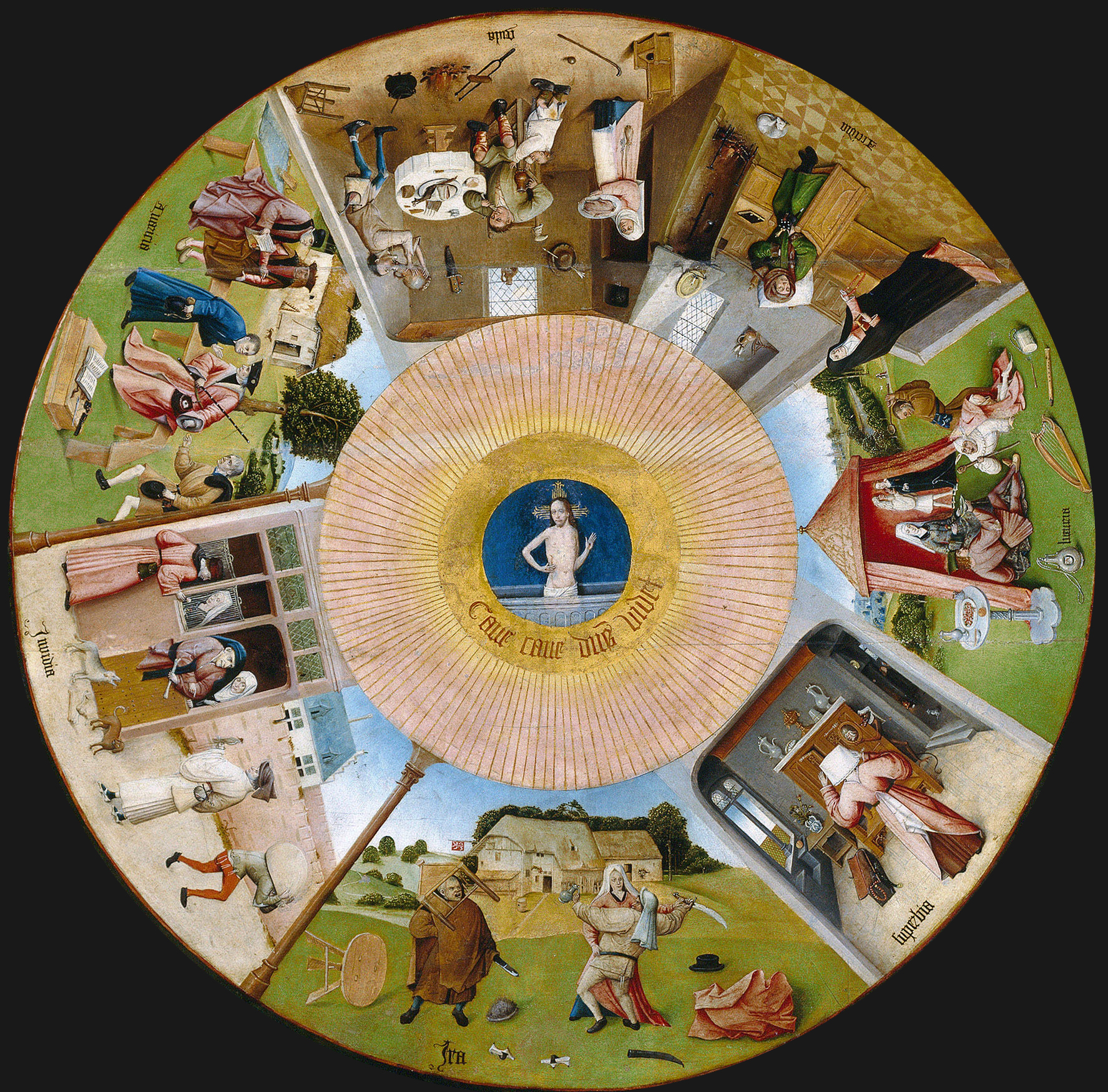
«Семь смертных грехов и четыре последние вещи».
Иероним Босх, около 1480 года, национальный музей Прадо, Мадрид

Число́ семь в христиа́нстве (7; уменьш. рус. семёрка, церк.-слав. седми́ца) — особо важное число в Новом Завете, которое в Ветхом Завете служило клятвой перед Богом: «И поставил Авраам семь агниц из стада мелкого скота особо. Авимелех же сказал Аврааму: на что здесь сии семь агниц [овец], которых ты поставил особо? [Авраам] сказал: семь агниц сих возьми от руки моей, чтобы они были мне свидетельством, что я выкопал этот колодезь. Потому и назвал он сие место: Вирсавия, ибо тут оба они клялись и заключили союз в Вирсавии» (Быт. 21:28—32).
Самое священное число. Одни находят исток сакральности числа семь в сумме чисел три и четыре, другие в сумме чисел шесть и один.
Среди чисел с символическим значением самое важное место занимает число семь. Оно используется как символ завершённости или полноты. Число семь — символ дисгармонии, оно не делится и не содержится ни в одном из всех прочих чисел первого десятка и этим от них отличается, оно непроизводительно и изолировано.

## Новый Завет
Евангелие
- Христианская молитва «Отче наш» составлена из семи фраз (Мф. 6:9—13)[7]
- 7 чудес Иисуса Христа (Ин. 2:11, 4:54, 6:14, 6:26, 9:16, 12:18, 2:18, 19)
- 7 притчей в Мф. 13
- 7 учеников в Ин. 21:2 (Пётр, Фома, Нафанаил, сыновья Зеведеевы, двое других)
- 7 братьев (Мк. 12:20)
- 7 хлебов, 7 корзин (Мф. 15:36)
- 7 демонов Марии Магдалины (Мк. 16:9)
- 7 фраз Иисуса Христа на Кресте (Мф. 27:46; Мк. 15:34; Лк. 23:34, 23:43, 23:46; Ин. 19:26, 27, 19:28, 19:30)

Послание
- 7 диаконов Иерусалимской церкви в Деян. 6:3 (Стефан, Филипп, Прохор, Никанор, Тимон, Пармен, Николай)
- 7 характеристик мудрости в Иак. 3:17 (чиста, мирна, скромна, послушлива, полна милосердия и добрых плодов, беспристрастна, нелицемерна)

Откровение
- 7 подсвечников[8]
- 7 печатей в «Книге жизни» (8:1)
- 7 ангелов (8:7—11:15)
- 7 чаш с язвами (16)
- Семиглавый Красный Дракон с семью диадемами (12:3). 7 голов дракона и зверя символизируют полноту сатанинского противоборства Богу и полный состав правителей, сопротивляющихся Божьей власти
- 7 церквей (1:4)
- В увиденном пророком Иоанном образе Христа как Агнца, «имеющего семь рогов и семь очей, которые суть семь духов Божиих, посланных во всю землю» (5:6), 7 духов обозначают полноту Духа Божьего, идущего в мир как Дух Христа с полнотой власти («семь рогов») и полнотой знания и понимания («семь очей»)
- 7 блаженств, разбросанных по всей книге (1:3, 14:13, 16:15, 19:9, 20:6, 22:7, 22:14)

Множитель
В числе 70 (Чис. 11:16) множителем нужно рассматривать число семь, как пережиток более древней, чем десятеричная системы счисления. Из чисел, кратных 7, 70 встречается чаще всего:
- Семижды семьдесят раз надо прощать врагам своим (Мф. 18:22)
- 70 учеников, посланных Иисусом (Лк. 10:1)
- 42 рода, 14 родов трёх времён (Мф. 1:17)
- В раннехристианском постановлении «Дидахе» (8:3) для греков, желающих креститься, написано молиться молитвой «Отче наш», составленной из семи фраз, трижды в день, 21 раз в течение семи дней недели

## Традиции Церкви
- 7 фраз в Староримском Символе веры (Отец, Сын, Святой Дух, Церковь, отпущение грехов, воскресение тела, вечная жизнь)
- 7 пунктов Символа веры анабаптистов (крещение, отлучение, причастие, отделение, пасторство, меч, клятва)
- 7 пунктов Символа веры баптистов (Писание, Церковь, крещение, автономия, всеобщее священство, свобода совести, отделение)
- 7 строф католической молитвы Ut queant laxis, первые слоги которой (по типу акростиха) послужили названиями ступеней звукоряда (нот)[9]
- 7 строф в католической пасхальной секвенции Victimae paschali
- 7 четверостиший в католическом гимне Ave maris stella
- 7 четверостиший в католическом гимне Veni Creator Spiritus
- 7 покаянных псалмов в православии (6, 31, 37, 50, 101, 119, 142)
- 7 утренних псалмов, согласно Уставу святого Бенедикта католических монахов, которые пели все 7 дней недели (псалмы 66, 50 — постоянное начало, псалмы 148, 149, 150 — постоянный конец, изменяемая середина — в воскресенье — псалмы 117 и 62 и стих из Дан. 3:52, в понедельник — псалмы 5 и 35, во вторник — псалмы 42 и 56, в среду — псалмы 63 и 64, в четверг — псалмы 87 и 89, в пятницу — псалмы 75 и 91, в субботу — стихи из Второзакония[10]
- 7 богослужебных книг Католической церкви были утверждены Тридентским собором (Миссал, Бревиарий, Градуал, Антифонарий, Мартиролог, Понтификал, Требник)[11]
- 7 канонических часов, на которые делит день Католическая церковь, и которая установила особый праздник в память семи болестей и семи радостей Девы Марии[8]
- 7 радостей[англ.] Девы Марии и 7 скорбей[англ.] насчитывает Католическая церковь
- 7-дневный цикл молитв — последовательность богослужений Православной церкви в течение недели
- 7 раз поют Трисвятое на архиерейской литургии в Православной церкви[12]
- 7 раз в год принимать Причастие мирянину предписывала Католическая церковь[13]
- 7 христианских добродетелей (целомудрие, умеренность, справедливость, щедрость, надежда, смирение, вера)
- 7 таинств Церкви (крещение, евхаристия, рукоположение, исповедь, миропомазание, венчание, елеосвящение)
- 7 смертных грехов (гордыня, жадность, гнев, зависть, прелюбодеяние, чревоугодие, уныние)
- 7 дел материального милосердия (накормить алчущего, напоить жаждущего, одеть нагого, приютить странника, навестить болеющего, навестить узника, похоронить усопшего) в Католической церкви[14]
- 7 дел духовного милосердия (дать совет растерявшемуся, наставить незнающего, увещевать грешника, утешить скорбящего, простить обидчика, вытерпеть назойливого, помолиться о живущих и усопших) в Католической церкви[14]
- 7 месс обязан отслужить священник Католической церкви по умершему знакомому монаху-соверующему[15]
- 7 Miserere подряд обязан произнести вслух неграмотный монах после погребения умершего знакомого монаха-соверующего; если не знает наизусть Miserere, то обязан произнести вслух 7 Pater noster подряд[15]
- Семи домам нуждающихся должен быть роздан лаваш на Пасху по традиции Армянской церкви[16]
- 7 паломнических церквей Рима — традиция посещения, установленная папой римским (Собор Святого Петра, Сан-Паоло-фуори-ле-Мура, Латеранская базилика, Санта-Мария-Маджоре, Сан-Лоренцо-фуори-ле-Мура, Санта-Кроче-ин-Джерусалемме, Храм Богородицы Божественной Любви)
- 7 священников, которые, по легенде, перевели Библию на болгарский язык для всех славян (Кирилл, Мефодий, Климент, Наум, Савва, Горазд, Ангеларий)
- 7 поклонов — молитва старообрядцев с поклонами (поясными или земными) в начале и конце церковной службы или домашней молитвы
- 7-конечный крест, на котором, согласно христианскому вероучению, был распят Иисус Христос. Является одним из орудий Страстей Христовых и относится к главным христианским реликвиям

## Фотогалерея

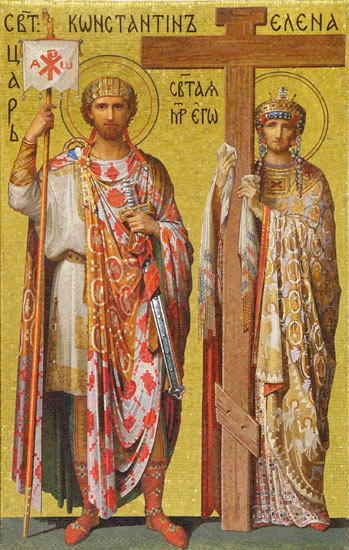
Святые Константин и Елена с символическим изображением обретённой реликвии — Голгофским крестом. Мозаика в Исаакиевском соборе. Семиконечный крест
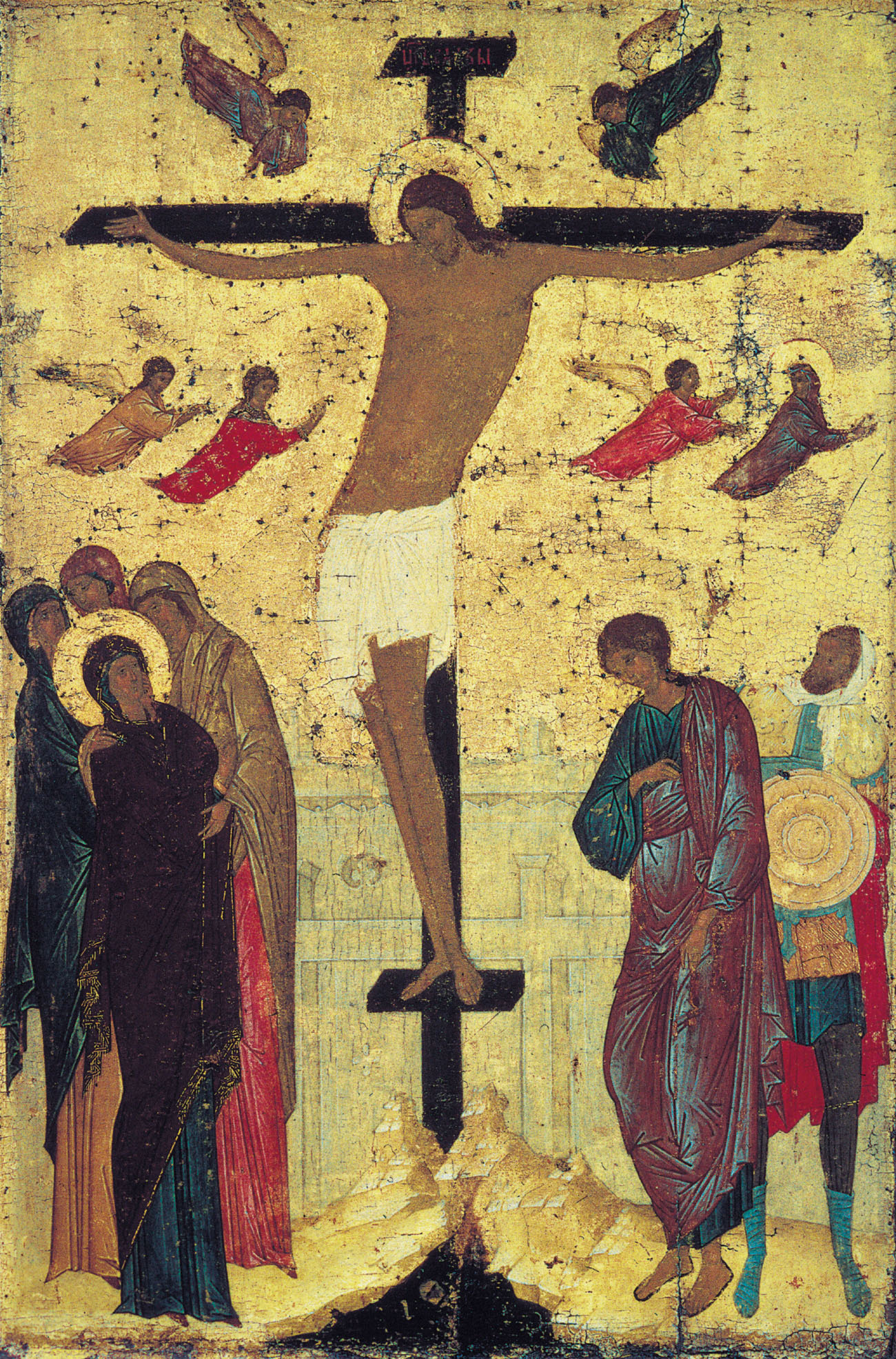
«Распятие». Икона, написанная Дионисием в Павло-Обнорском монастыре, нынче выставляется в Третьяковской галерее. Семиконечный крест
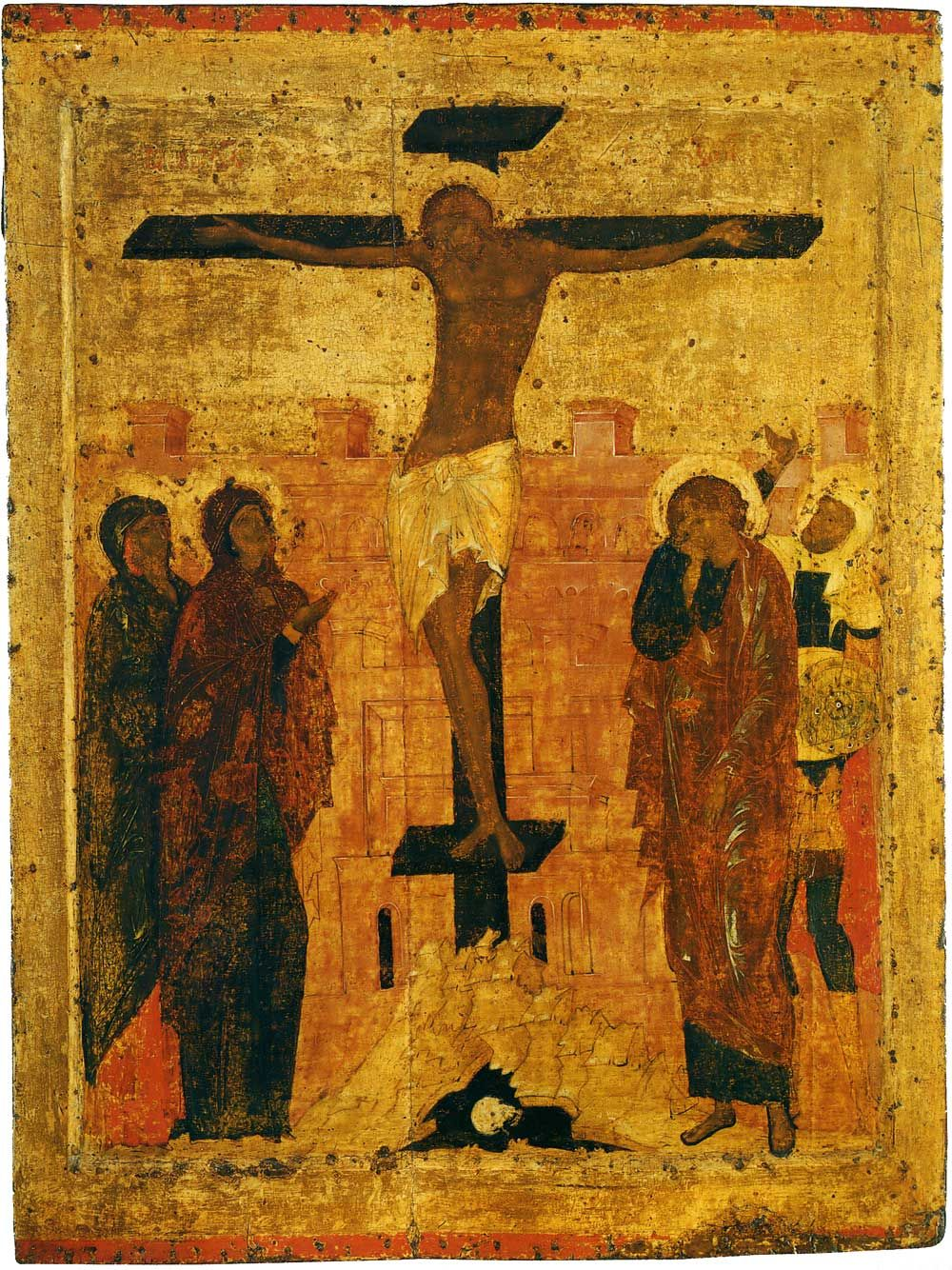
«Распятие». Икона, написанная Прохором для Благовещенского собора Московского Кремля. Семиконечный крест
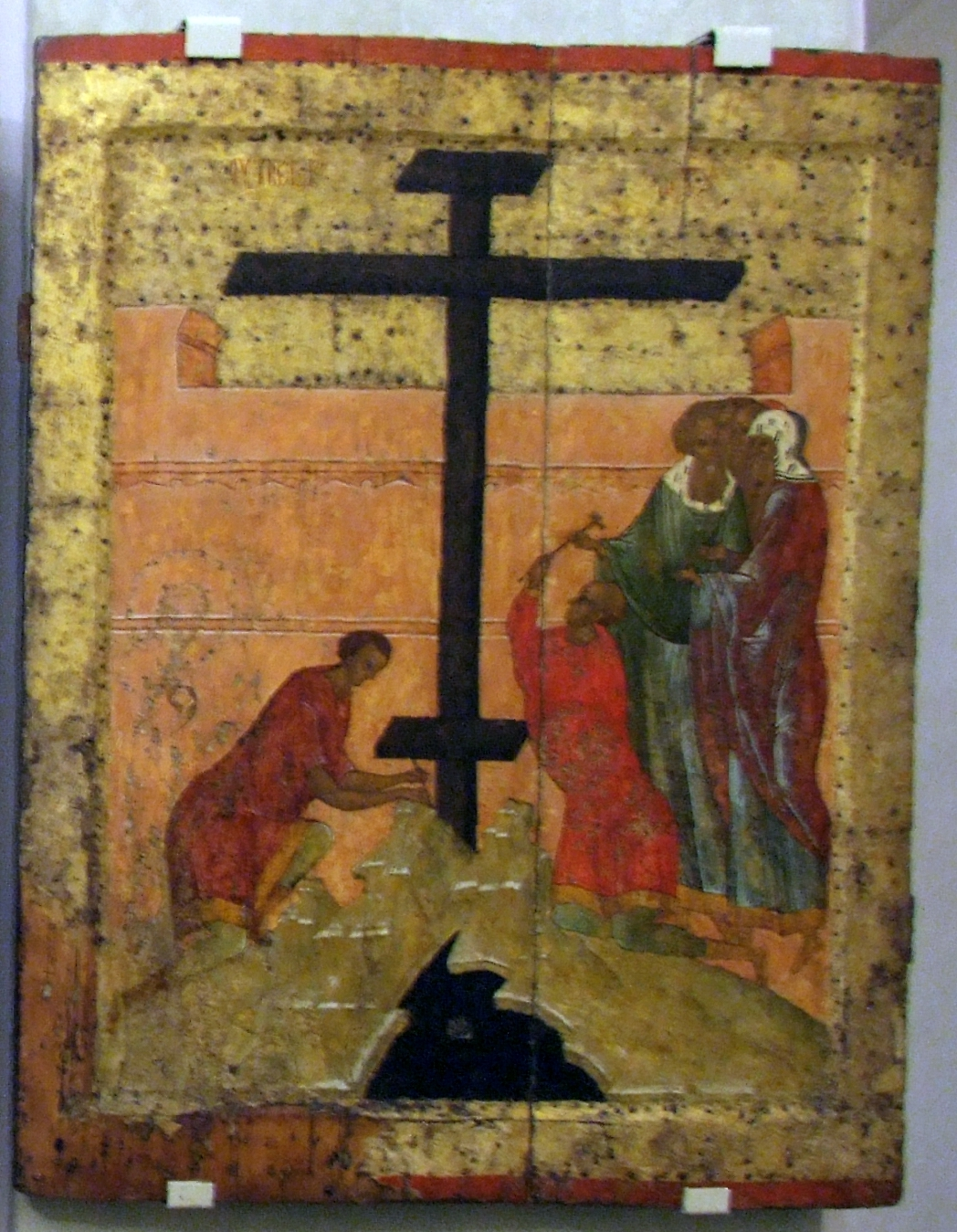
«Утверждение креста». Икона из Успенского собора Кирилло-Белозерского монастыря. Семиконечный крест
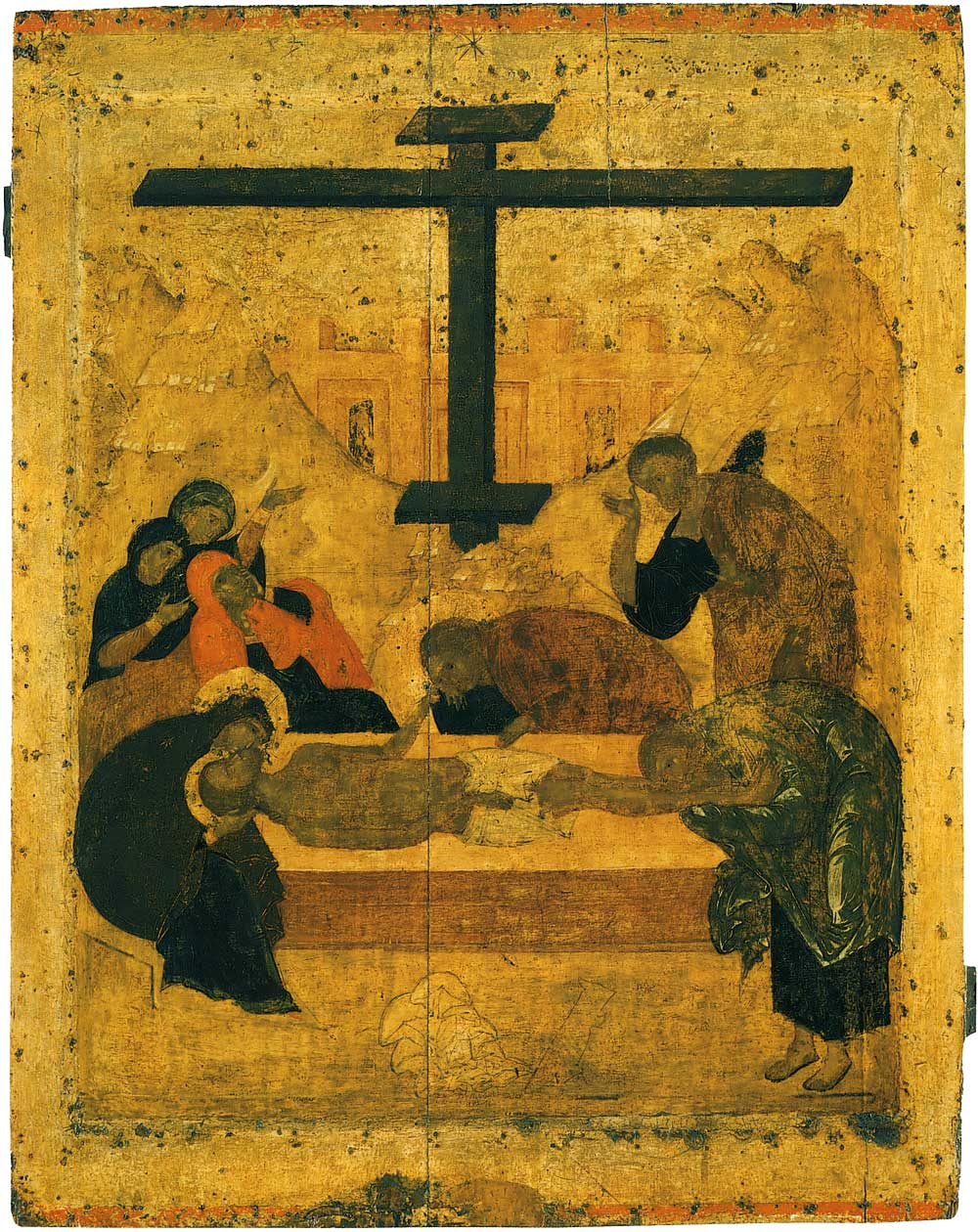
«Положение во гроб». Икона, написанная Прохором для Благовещенского собора Московского Кремля. Семиконечный крест
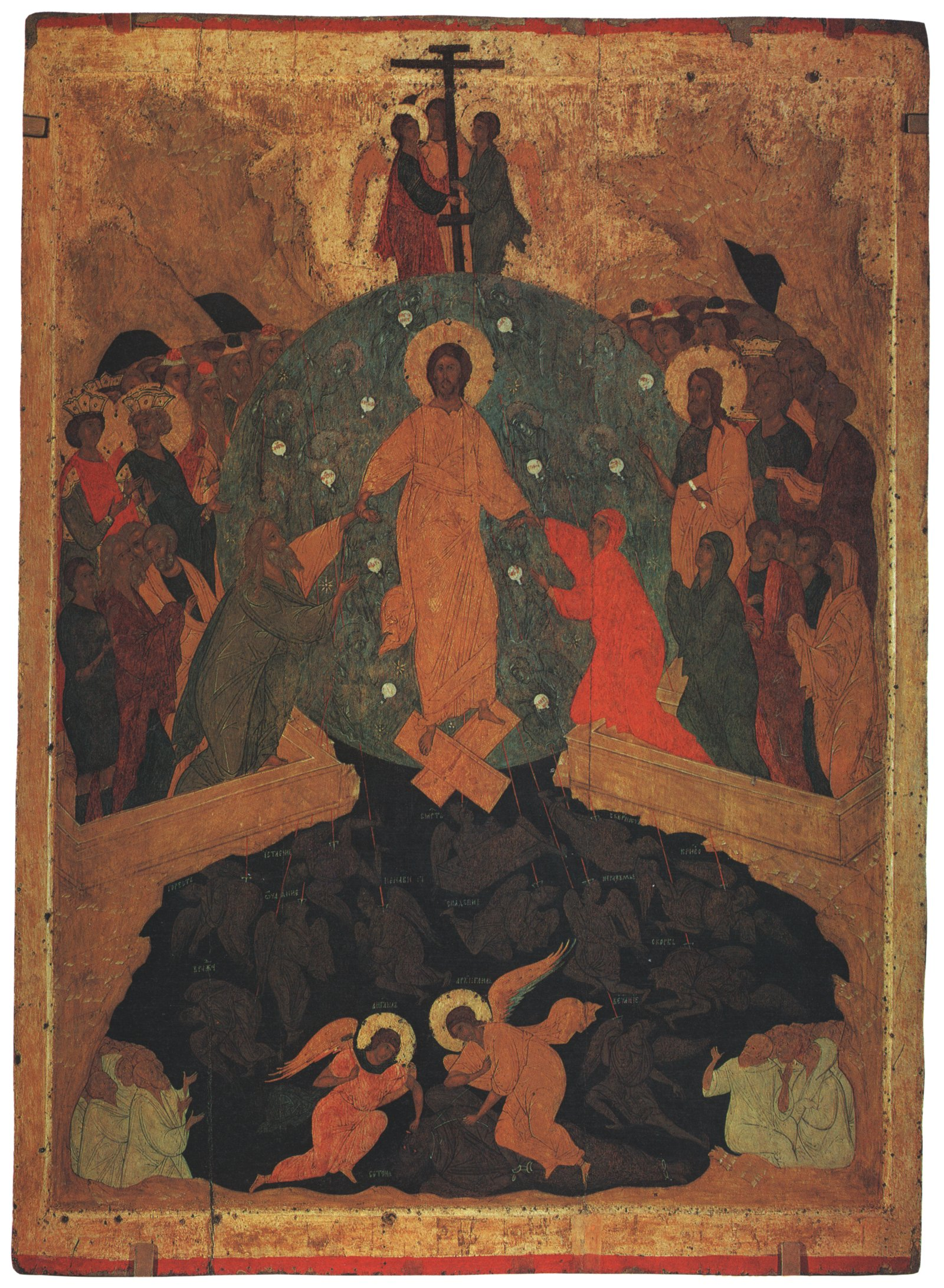
«Сошествие во ад». Икона, написанная Дионисием для Ферапонтова Белозерского монастыря. Семиконечный крест
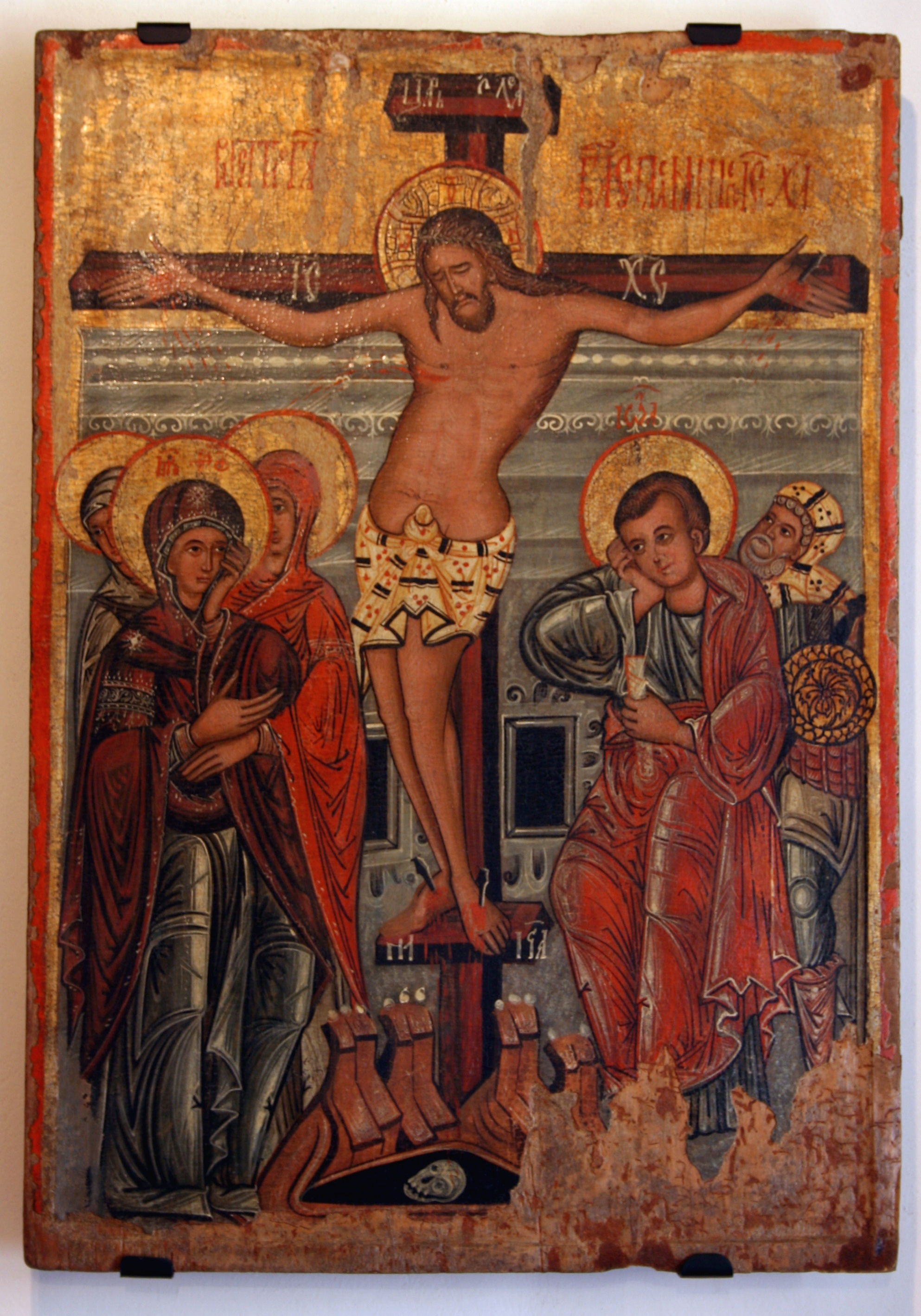
«Распятие». Икона из исторического музея Санока (Польша). Семиконечный крест

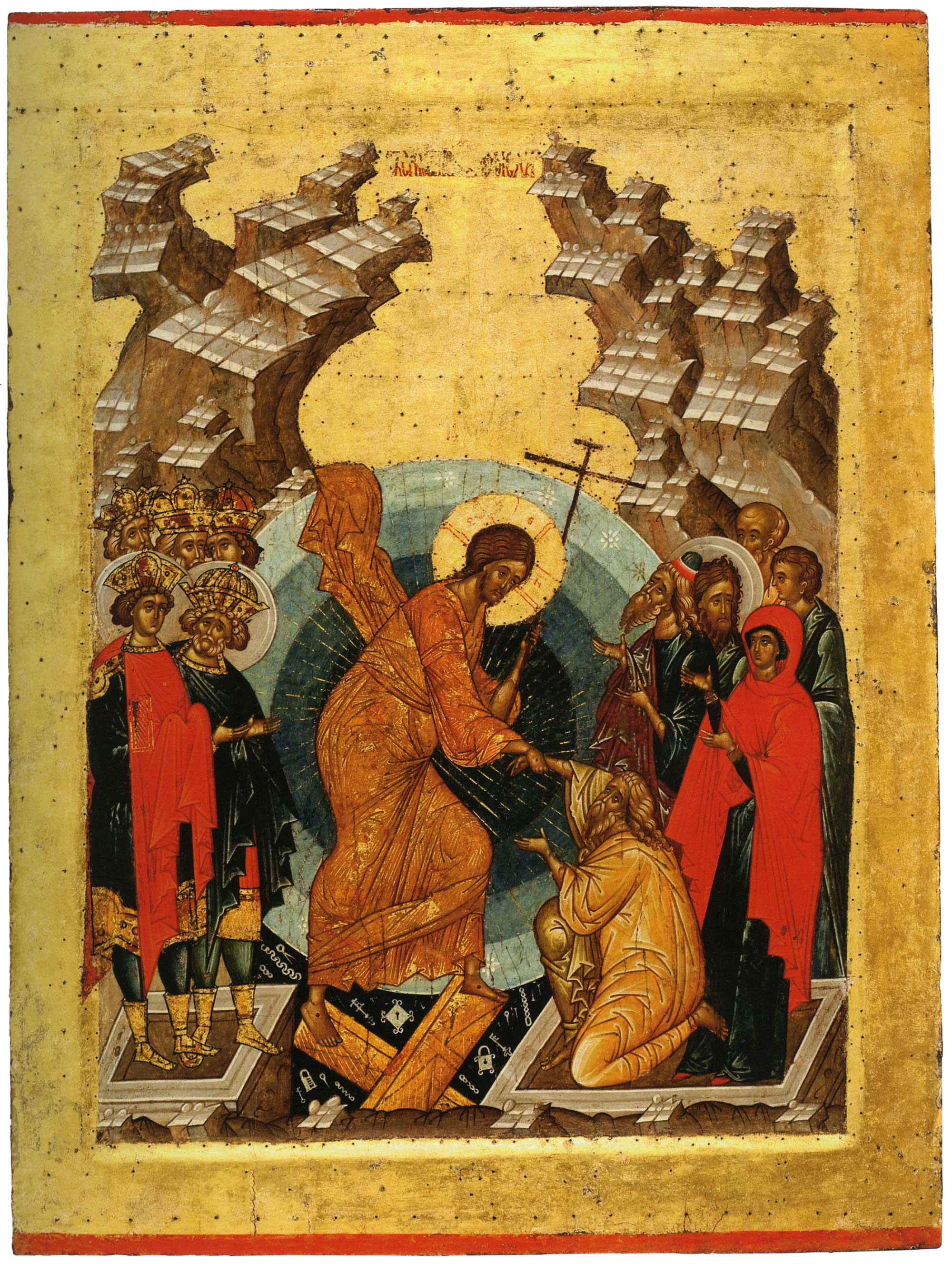
«Воскресение Христа». Икона из Успенского собора Кирилло-Белозерского монастыря
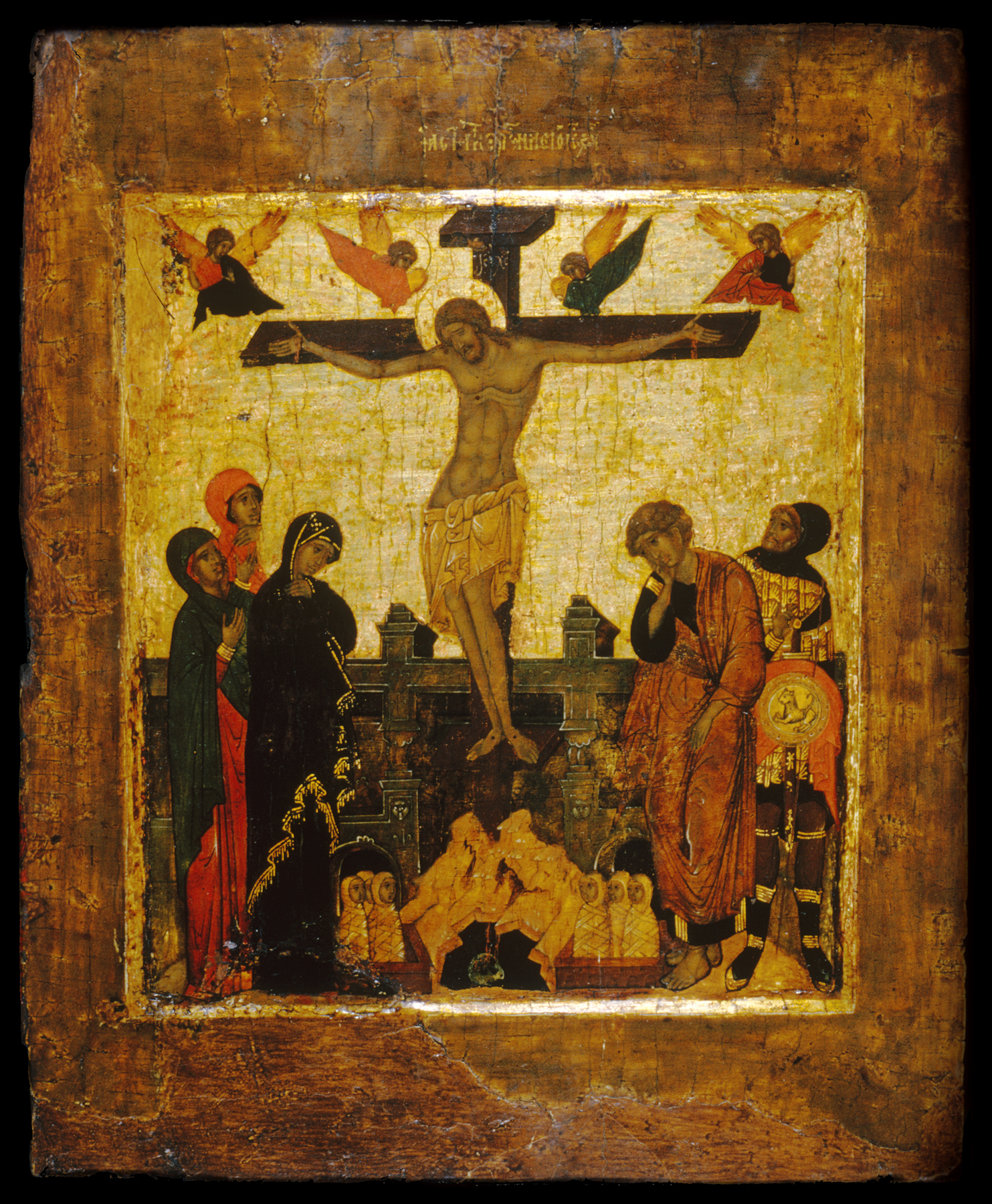
«Распятие». Художественный музей Уолтерса
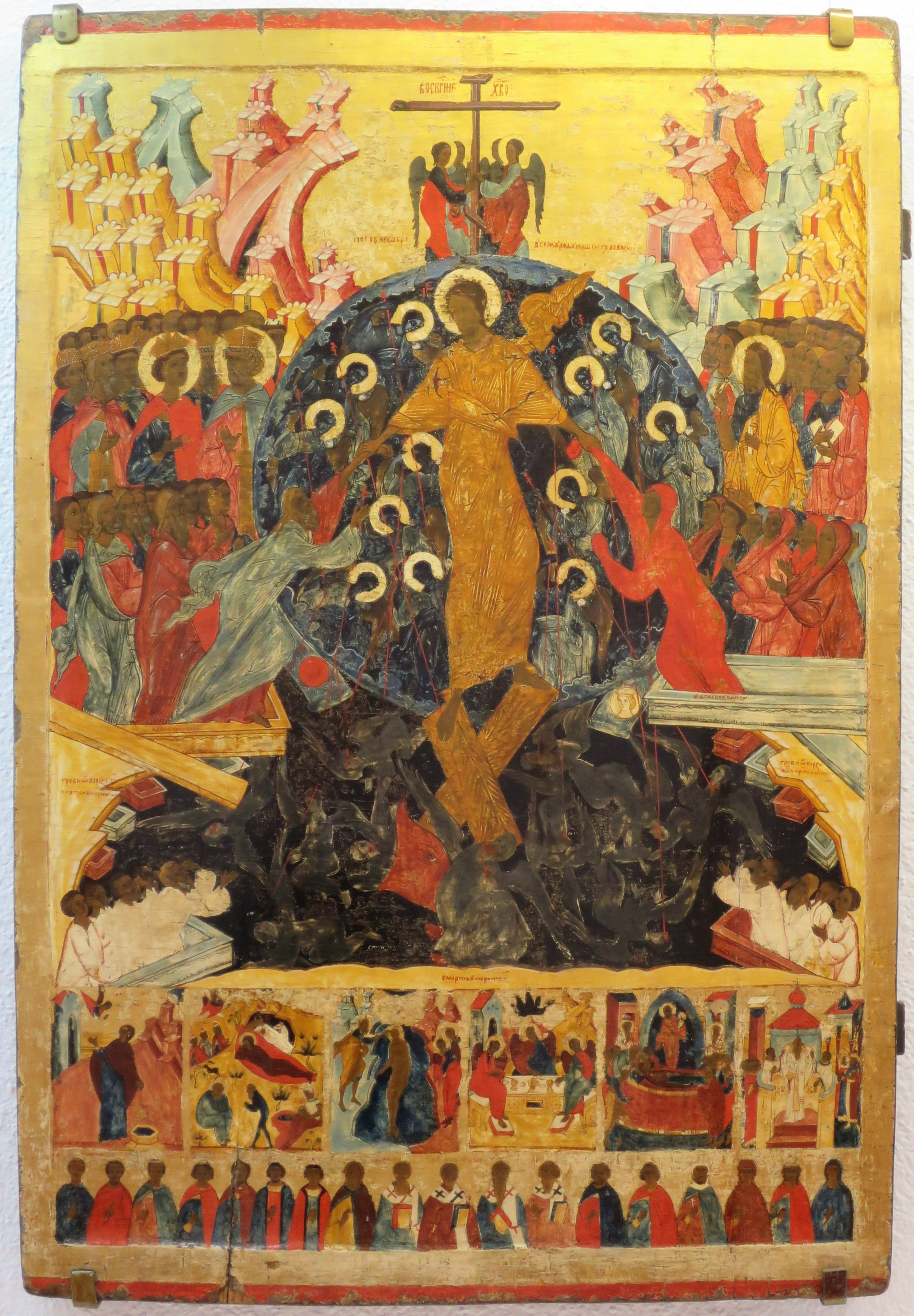
«Воскресение». Сольвычегодск
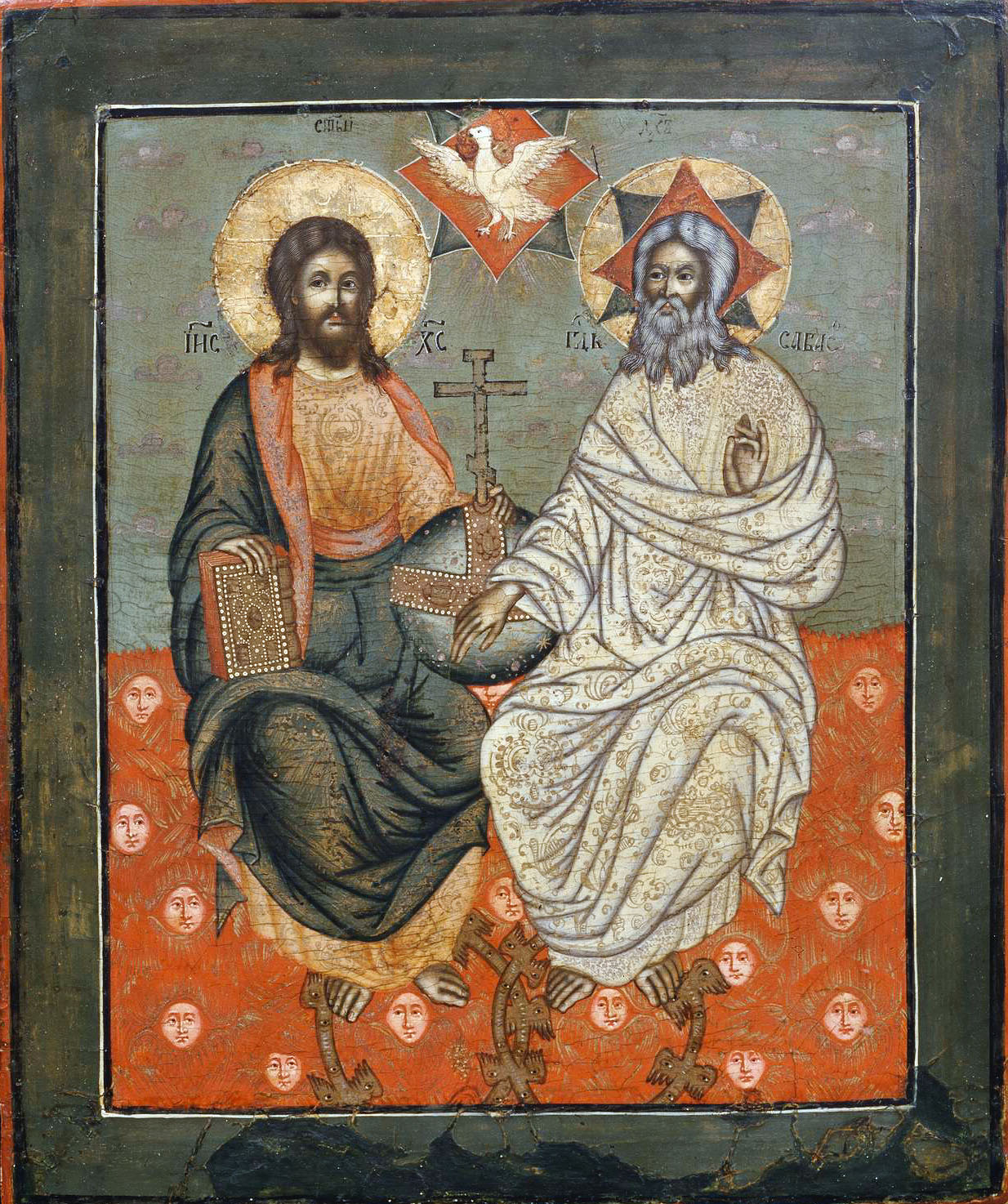
«Троица Новозаветная». Государственный исторический музей
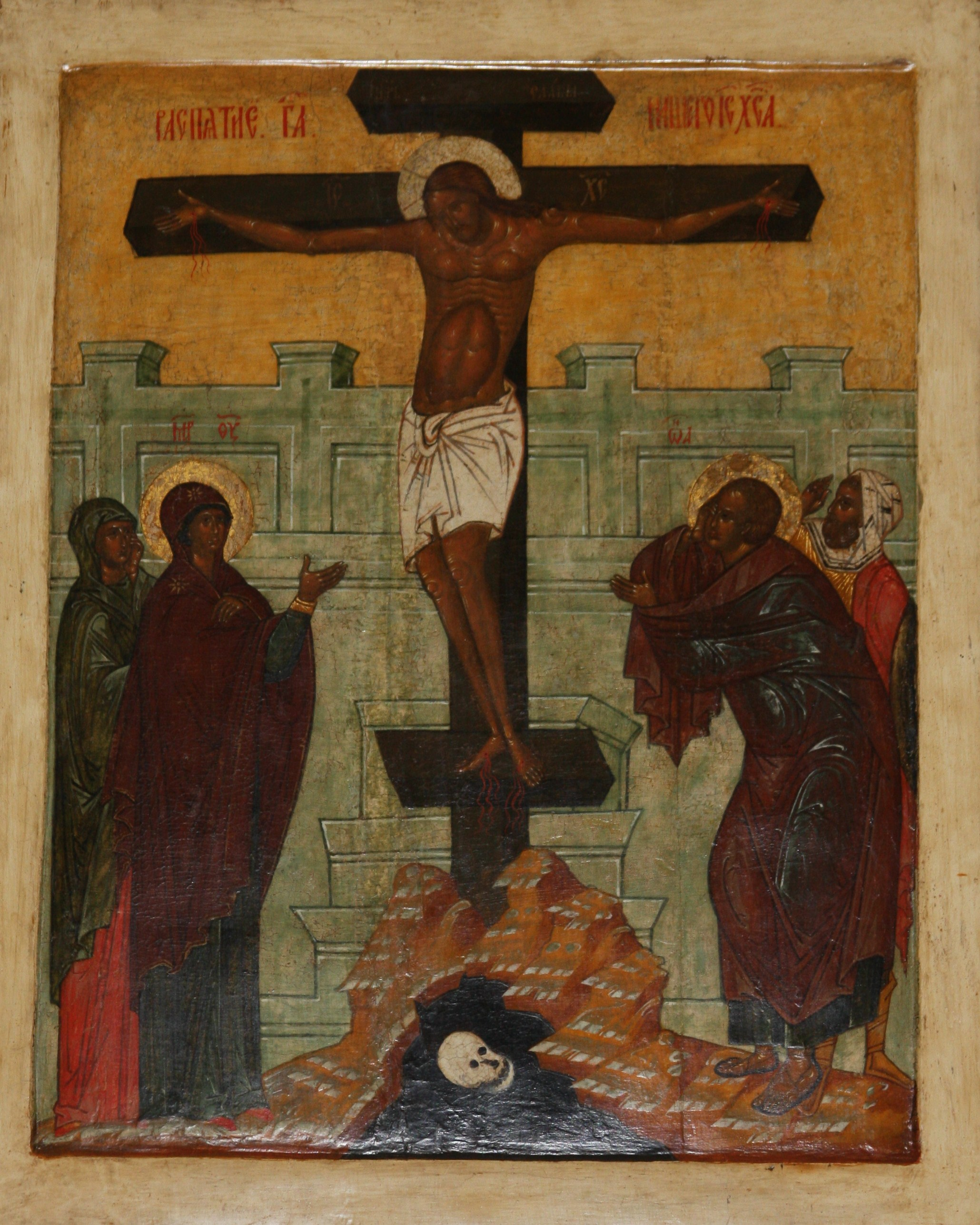
«Распятие». Национальный музей Швеции
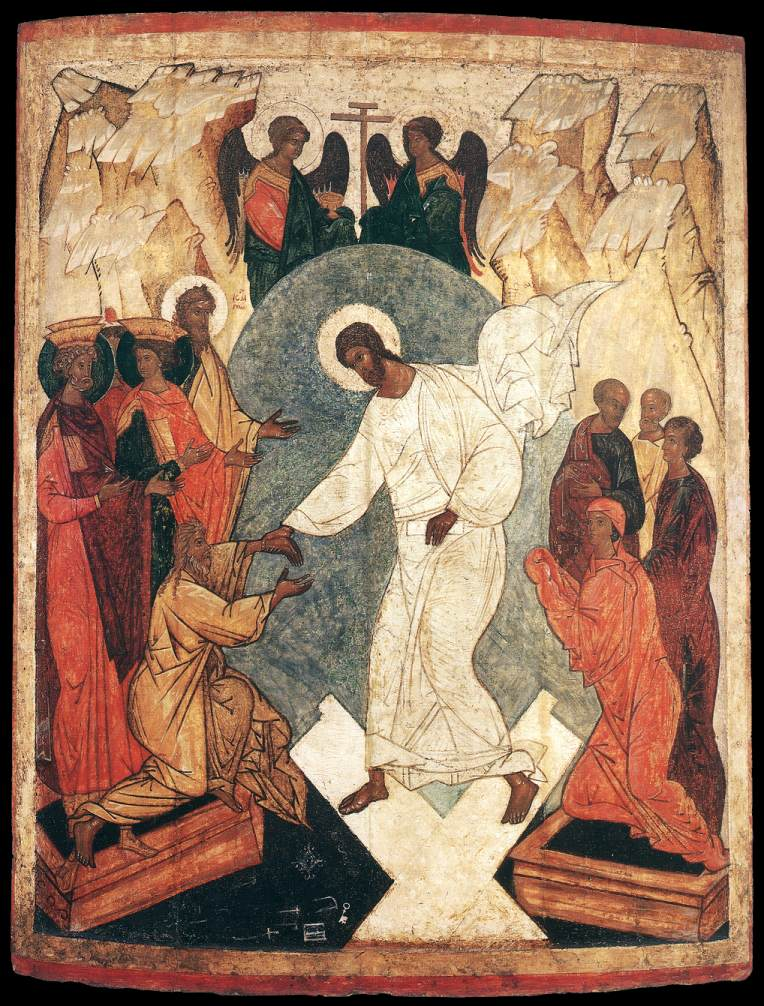
«Воскресение Христа»
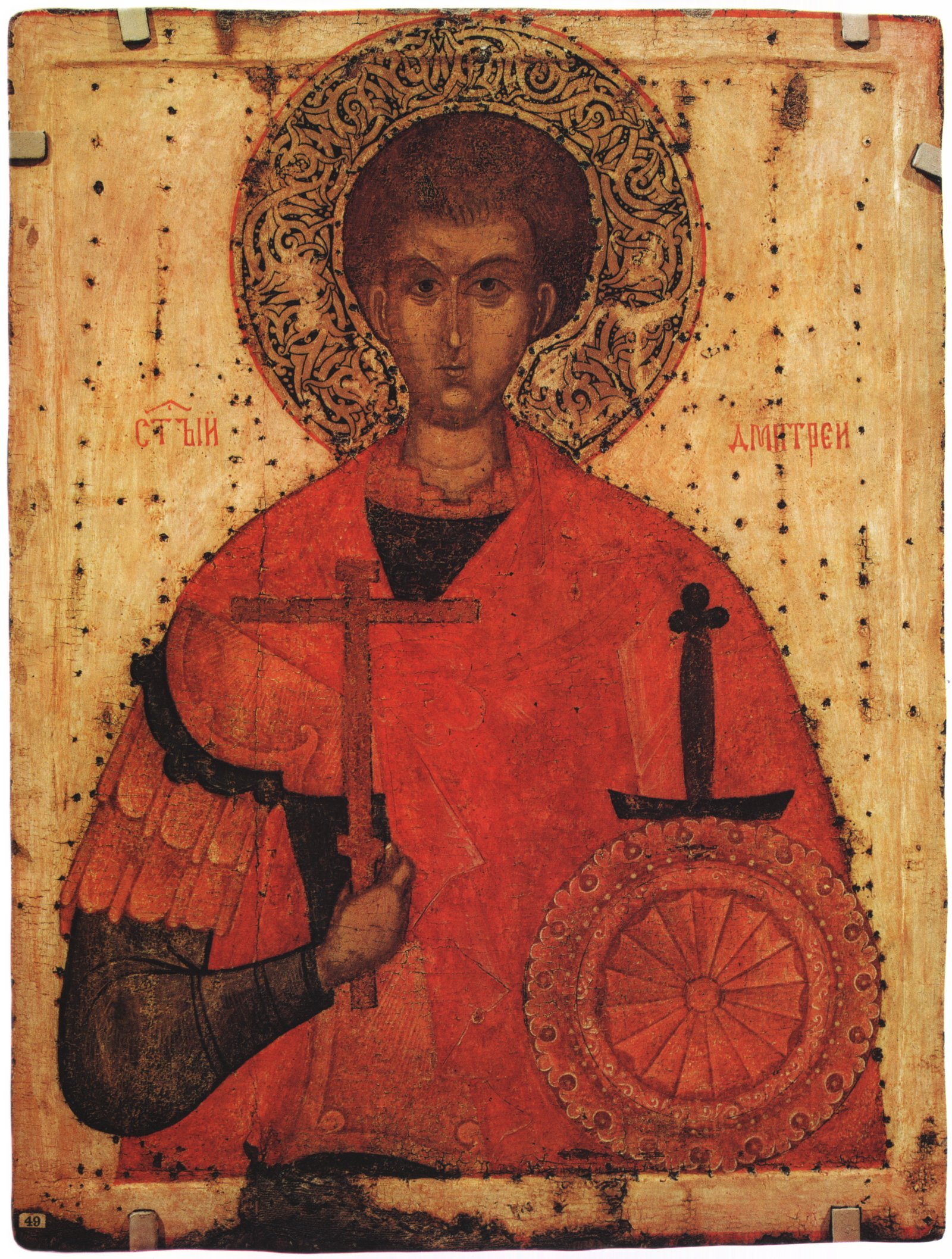
«Дмитрий Солунский». Псковская икона